# Jüdische Gemeinde Massenbachhausen
Die Jüdische Gemeinde in Massenbachhausen im Landkreis Heilbronn im nördlichen Baden-Württemberg bestand ab dem frühen 18. Jahrhundert. Nachdem 1826 die Synagoge Massenbachhausen errichtet worden war, wurde der Ort 1832 Sitz einer israelitischen Religionsgemeinde mit den Filialen Massenbach und Bonfeld. Als die 1854 noch 54 Personen zählende Gemeinde in den 1860er Jahren durch Ab- und Auswanderung stark schwand, wurden der Sitz der Religionsgemeinde ins benachbarte Masenbach verlegt und die Synagoge 1872 verkauft. In Massenbachhausen lebten danach nur noch vereinzelt Juden. Die letzte jüdische Einwohnerin starb 1926.

## Geschichte

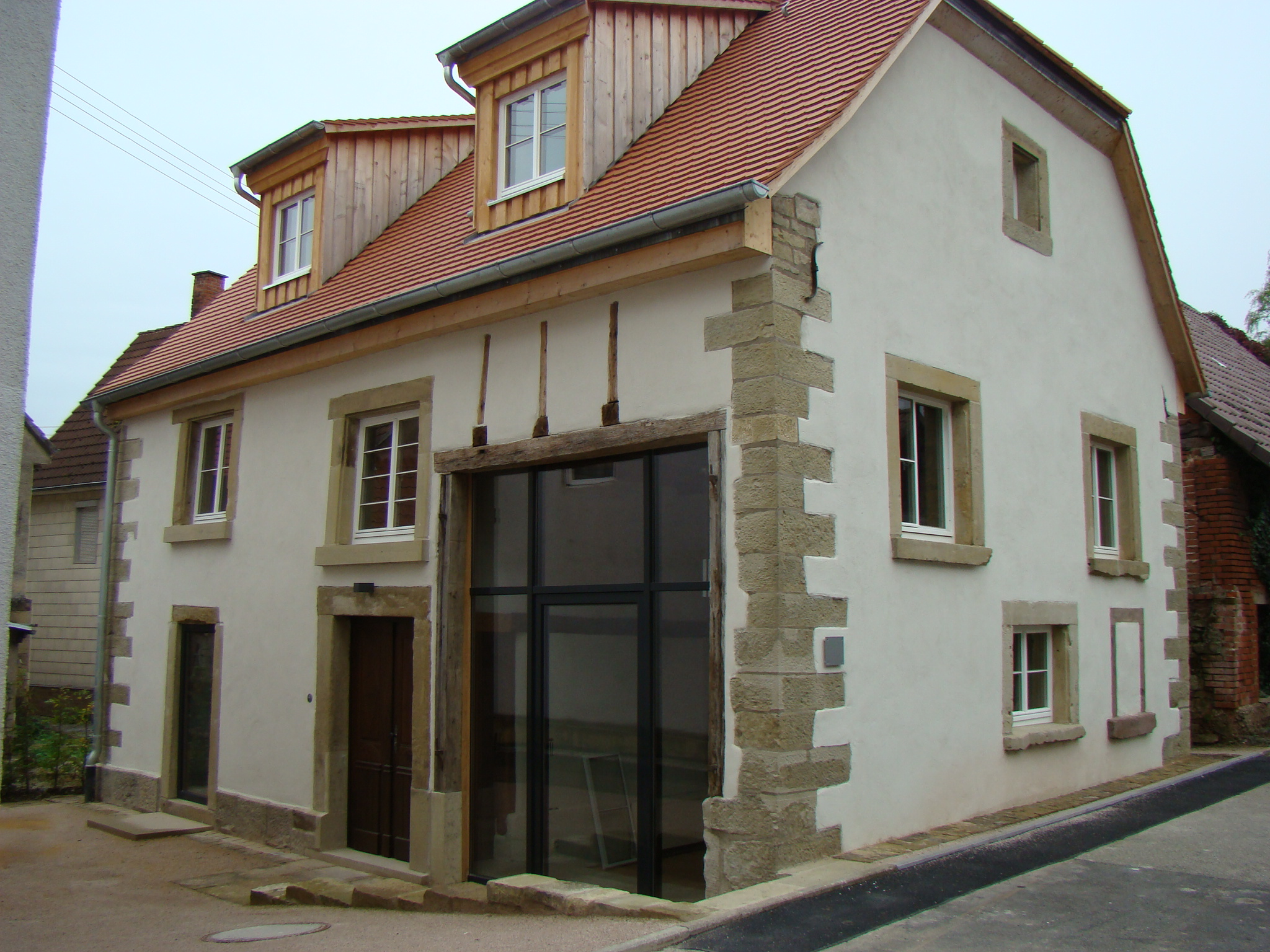
Die ehemalige Synagoge in Massenbachhausen

Die ersten urkundlichen Erwähnungen von Juden in Massenbachhausen stammen aus dem späten 17. Jahrhundert zur Zeit der Ortsherrschaft der Freiherren von Dalberg. Nachdem ab 1684 vereinzelt Juden genannt werden, scheinen diese im Zuge des Pfälzischen Erbfolgekriegs um 1689 wieder verzogen zu sein.
1707/08 sind wieder sechs jüdische Familien bezeugt, die jedoch infolge der Franzoseneinfälle jener Zeit völlig verarmt waren. Zwar besserten sich die wirtschaftlichen Verhältnisse in den nachfolgenden Jahren, jedoch blieb es während des 18. Jahrhunderts zumeist bei der Zahl von sechs jüdischen Familien am Ort, die ab 1737 unter dem Schutz der Freiherren von Neipperg als neuer Ortsherrschaft standen und an diese das Schutzgeld entrichteten. Am Ort befand sich bereits früh ein Rabbiner (1709 Rebe Marum), auch ist 1736 bereits eine Synagoge bezeugt. Das traditionelle Begräbnis der Massenbachhausener Juden war auf dem Jüdischen Friedhof Heinsheim.
Zu Beginn des 19. Jahrhunderts stieg die Gemeindegröße leicht an. 1823 waren es acht Familien, 1828 waren es 43 Personen. Die jüdische Gemeinde erbaute sich 1826 die Synagoge Massenbachhausen, woraufhin Massenbachhausen 1832 bei der Neuordnung der kirchlichen Verhältnisse Sitz einer israelitischen Religionsgemeinschaft wurde, der die Gemeinden in Massenbach und Bonfeld als Filialgemeinden zugeordnet wurden.
Dass die Massenbachhausener Juden ihr Einkommen insbesondere mit „Schacherhandel“ erzielten, erregte den Unmut der politischen Gemeinde, die darauf drängte, dass die Juden künftig ihr Einkommen aus Grund und Boden erwirtschaften sollten, wofür man sie zu Gütererwerb anhielt. Nachdem die jüdische Gemeinde um 1854 mit damals 54 Personen ihre größte Mitgliederzahl erreicht hatte, ging die Gemeindegröße infolge von Ab- und Auswanderung in den Folgejahren stark zurück. 1869 gab es nur noch 16 jüdische Einwohner. Der Sitz der Religionsgemeinde wurde darum in den 1860er Jahren nach Massenbach verlegt, wohin man auch die Kultgegenstände der Synagoge verbrachte, die 1872 verkauft wurde. Von 1886 bis 1910 lebten nur jeweils 7 oder 8 Juden am Ort. Um 1900 betrieb Julius Hochherr dort eine Zigarrenfabrik, siedelte jedoch 1908 nach Heilbronn über. Die letzte jüdische Einwohnerin Massenbachhausens verstarb 1926.

## Nationalsozialistische Verfolgung
Das Gedenkbuch des Bundesarchivs verzeichnet Leopold Dreifuß, geboren in Massenbachhausen, als Opfer des Völkermords während des nationalsozialistischen Regimes.

## Bürgerliche Namen
Als alle Juden in Württemberg 1828 erbliche Familiennamen annehmen mussten, nahmen die 11 Familienvorstände der Massenbachhausener Juden folgende Namen an: Strauß (3), Dreifuß (2), Meinhold (2), Ettinger (1), Meckesheimer (1), Wertheimer (1) und Wolenberger (1).